# 191282 Feustel
191282 Feustel è un asteroide della fascia principale. Scoperto nel 2003, presenta un'orbita caratterizzata da un semiasse maggiore pari a 2,4697357 UA e da un'eccentricità di 0,1502496, inclinata di 2,61498° rispetto all'eclittica.